# Nadine
Nadine, un amor a prueba de balas es una película estadounidense de 1987, dirigida por Robert Benton. Protagonizada por Jeff Bridges, Kim Basinger y Rip Torn en los papeles principales.

## Argumento
Vernon Hightower (Jeff Bridges) y Nadine Hightower (Kim Basinger) son una pareja que está a punto de separarse. Vernon sobrevive en el bar que tiene. Un día Nadine se cuela en una oficina para recuperar unas fotos donde sale desnuda, es ahí donde presencia un asesinato.

## Reparto
| Actor         | Personaje        |
| ------------- | ---------------- |
| Jeff Bridges  | Vernon Hightower |
| Kim Basinger  | Nadine Hightower |
| Rip Torn      | Buford Pope      |
| Gwen Verdon   | Vera             |
| Glenne Headly | Renée Lomax      |
| Jerry Stiller | Raymond Escobar  |

## Comentarios
La película está rodada en Austin (Texas). La pareja también es protagonista en la película The Door in the Floor en la que también están en trámites de separación.
- Datos: Q957067